# Azaila
Azaila ist eine Gemeinde in der Provinz Teruel in der Autonomen Region Aragón in Spanien. Sie liegt in der Comarca Bajo Martín und hatte 2024 95 Einwohner.

## Lage
Azaila liegt etwa 120 Kilometer (Luftlinie) in nordnordöstlicher Richtung von der Provinzhauptstadt Teruel und etwa 51 Kilometer (Luftlinie) südöstlich von Saragossa in einer Höhe von ca. 275 m.

## Bevölkerungsentwicklung
| Jahr      | 1970 | 1981 | 1991 | 2001 | 2011 | 2021 |
| Einwohner | 392  | 293  | 243  | 171  | 129  | 99   |

Die Mechanisierung der Landwirtschaft sowie die Aufgabe bäuerlicher Kleinbetriebe und der daraus resultierende Verlust an Arbeitsplätzen haben seit der Mitte des 20. Jahrhunderts zu einer Landflucht geführt.

## Einzelnachweise

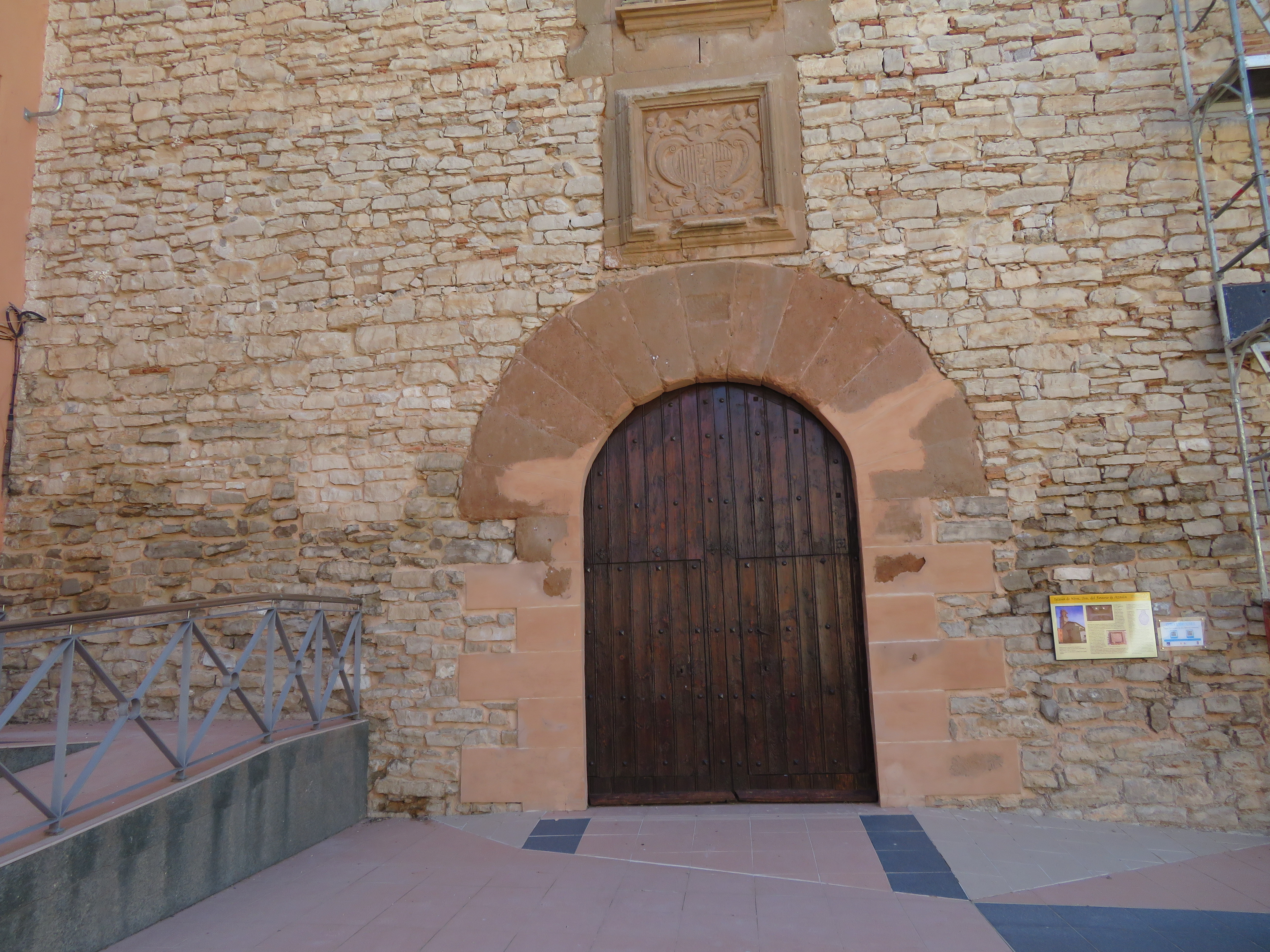
Azaila

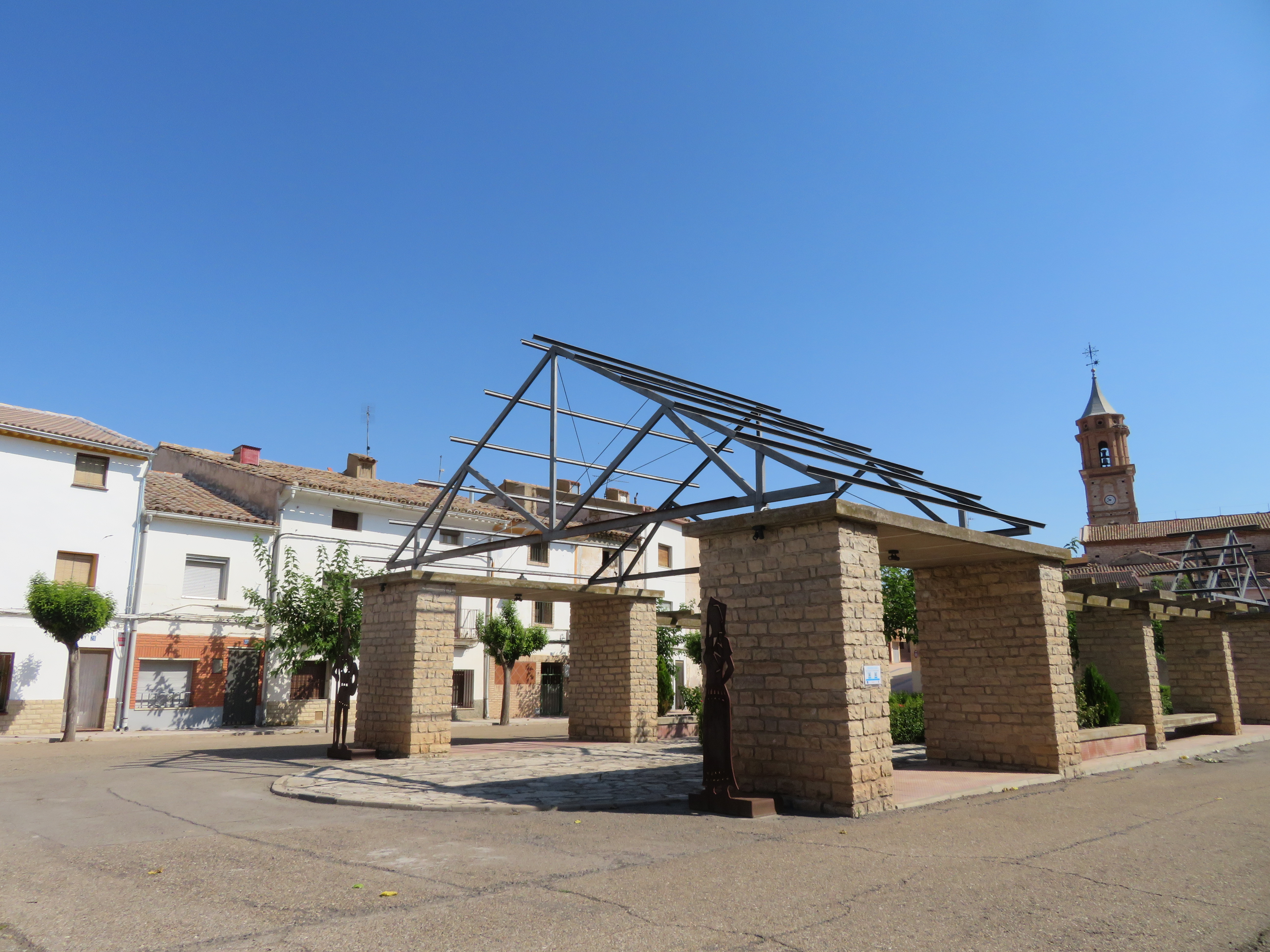
Azaila

## Sehenswürdigkeiten

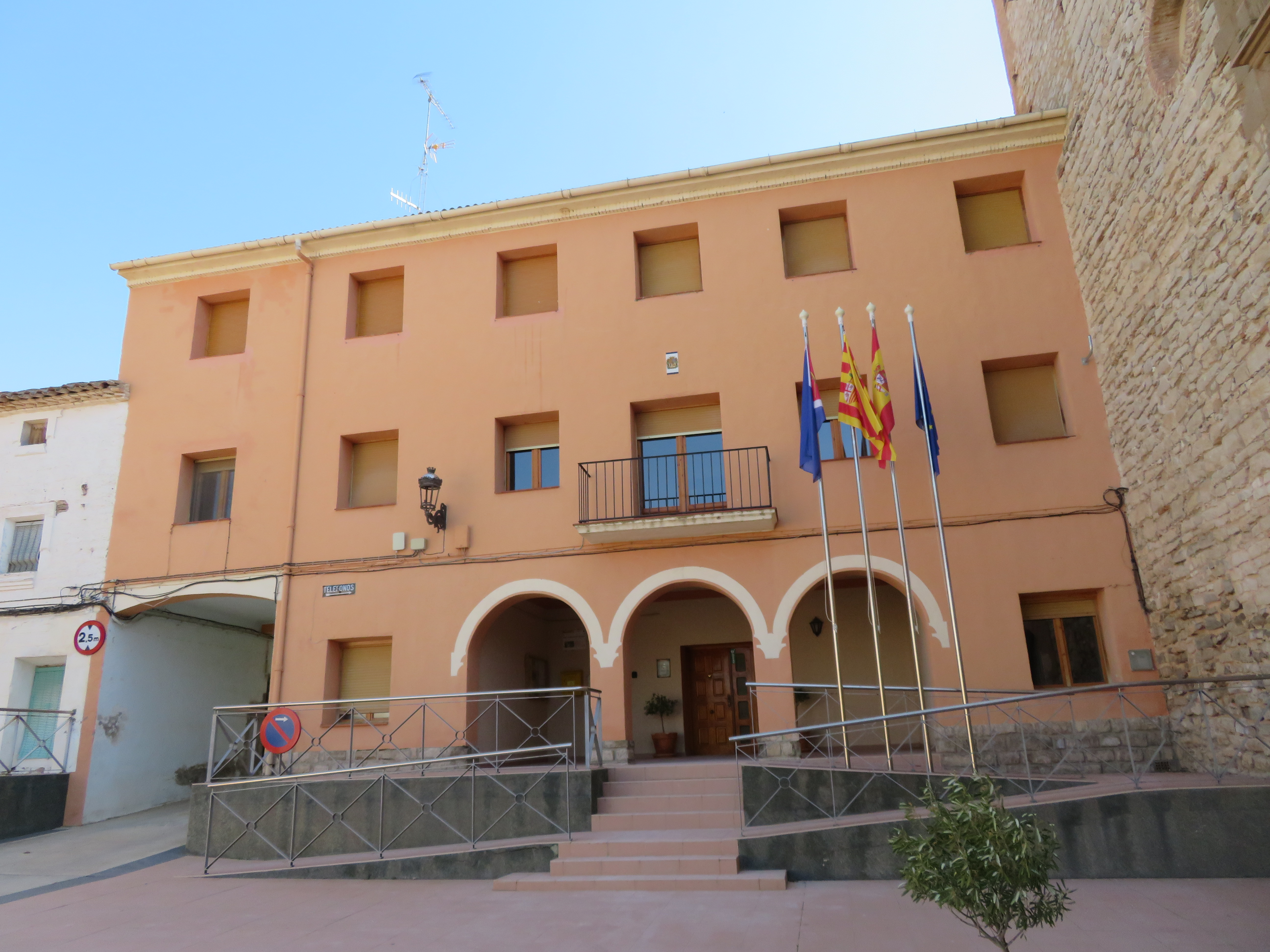
Stadtrat von Azaila

- Stadtrat von AzailaMarienkirche

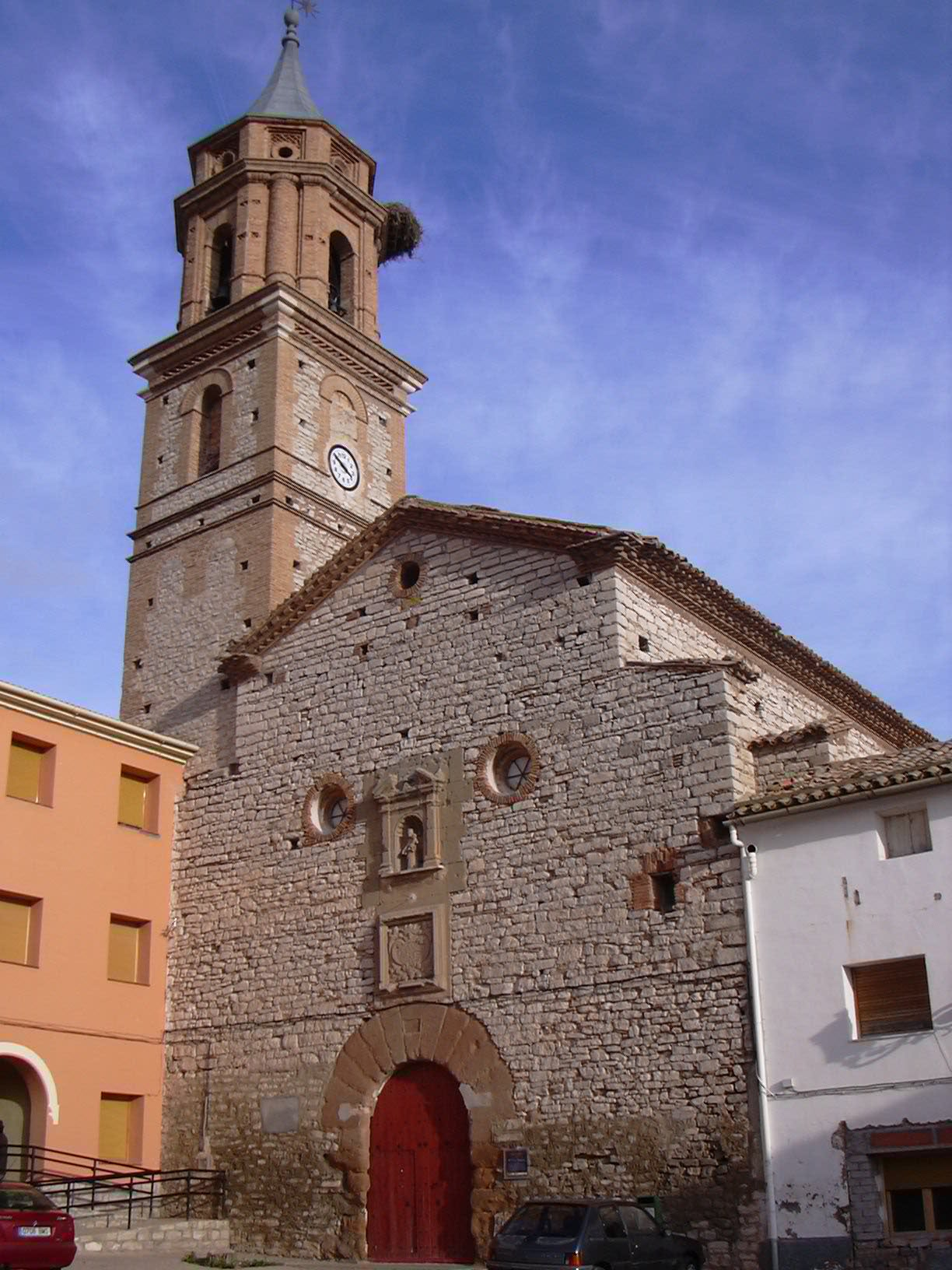
Marienkirche